# Peste equina africana

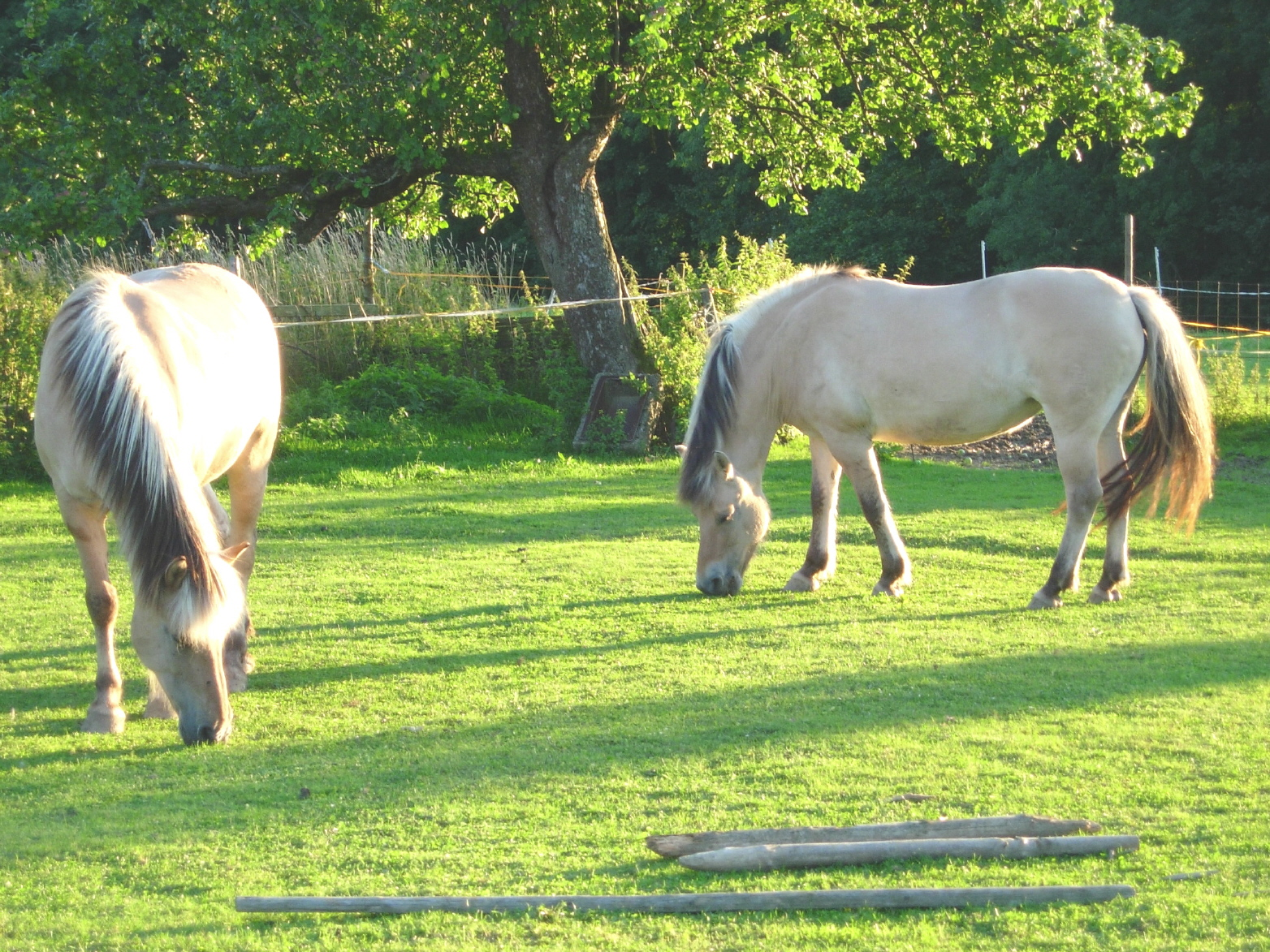
Cavalos podem adquirir a doença, transmitida por um vetor

A peste equina africana (PEA) é uma doença altamente infecciosa e mortal que geralmente afeta cavalos, mulas e burros. É causada por um vírus do gênero Orbivírus pertencente à família Reoviridae. A PEA não é especificamente uma doença contagiosa, mas é conhecida por ser transmitida por insetos vetores, sobretudo mosquitos e moscas hematófagos.
O livro Microbiologia médica dá a seguinte descrição desses vetores:
Os artrópodes, incluindo mosquitos, carrapatos e mosquitos-pólvora, podem agir como vetores para togavírus, flavivírus, buniavírus e reovírus. Esses vírus são frequentemente chamados de arbovírus, pois são transmitidos por artrópodes.
A doença ainda está presente na África Central e África Meridional. Na Europa, ela foi erradicada em 1991 com muitas vacinas aplicadas em Espanha e Portugal, os dois países afetados. O Brasil foi declarado zona livre da doença em 2013 pela OMS.

## Sintomas
A PEA pode adquirir uma de quatro formas:
- Pulmonar: tosse e problemas respiratórios (95% de mortes)
- Cardíaca: febre, inchaço, membranas mucosas alteradas (50% de mortes)
- Cardiopulmonar: mistura dos dois casos anteriores
- Benigna: febre por cerca de uma semana e recuperação completa